# Hermann Jaques
Hermann Julius Emil Georg Ferdinand Arnold Jaques (* 16. September 1874 in Berlin; † nach 1932) war ein deutscher Schriftsteller und Jurist.

## Leben
Jaques’ Eltern waren der Gerichts-Assessor und spätere Senator Ernst Jaques und seine Ehefrau Henriette Schnedermann. Er selbst studierte ab 1893 Jura an den Universitäten in Marburg, Heidelberg, Berlin und Leipzig. In Heidelberg wurde er 1896 Mitglied des Corps Vandalia Heidelberg. In Leipzig wurde er 1901 zum Dr. jur. promoviert. Anschließend war er als Jurist tätig.
Sein schriftstellerisches Debüt gab er bereits im Jahr 1895 mit dem Roman Das Kreuz des Juden. In den ersten Jahren des 20. Jahrhunderts hielt sich Jaques eine gewisse Zeit in der Schwabinger Bohème in München auf und publizierte im Jahr 1900 einen Gedichtband, Lieder aus der Décadence. Dem folgte 1903 der phantastische Roman Münchens Ende, worin mit satirischem Pathos der Untergang der Stadt geschildert wird, als die Staumauer des Walchensees bricht und eine gigantische Flutwelle München und das sündhafte Schwabing ersäuft. 1911 erschien ein der Stadt München gewidmeter Band mit Gedichten, Kennst Du die Stadt, worin Jaques ein Loblied auf München singt. Weitere belletristische Publikationen folgten, darunter 1914 auch ein Buch über Paris, Paris, eine Erinnerung und eine Hoffnung, 1915 Der neue Werther, außerdem die Autobiographie Erinnerungen eines Zivilisten 1914-1916, daneben auch gelegentlich juristische Fachliteratur bis ins Jahr 1932.
Darüber hinaus war Jaques Gründer und Leiter der Spielbank in Meran und befasste sich dabei auch mit Spielvariationen zum Figurenspiel und Drittelchancen unter Berücksichtigung der Permutationslehre. Die dabei gewonnenen Erfahrungen veröffentlichte er in den Büchern Die Achilles-Ferse der Roulettebanken 1927 sowie Börsen-Schutz 1928.